# Kanton Bavilliers
Der Kanton Bavilliers ist ein französischer Wahlkreis im Département Territoire de Belfort und in der Region Bourgogne-Franche-Comté. Sein Hauptort ist Bavilliers.

## Gemeinden
Der Kanton besteht aus fünf Gemeinden mit insgesamt 14.688 Einwohnern (Stand: 1. Januar 2022) auf einer Gesamtfläche von 23,71 km²:
| Gemeinde          | Einwohner 1. Januar 2022 | Fläche km² | Dichte Einw./km² | Code INSEE | Postleitzahl |
| ----------------- | ------------------------ | ---------- | ---------------- | ---------- | ------------ |
| Bavilliers        | 4.641                    | 4,80       | 967              | 90008      | 90800        |
| Cravanche         | 1.935                    | 1,35       | 1.433            | 90029      | 90300        |
| Danjoutin         | 3.531                    | 5,65       | 625              | 90032      | 90400        |
| Essert            | 3.382                    | 7,01       | 482              | 90039      | 90850        |
| Pérouse           | 1.199                    | 4,90       | 245              | 90076      | 90160        |
| Kanton Bavilliers | 14.688                   | 23,71      | 619              | 9001       | –            |